# Atentatul de la Aeroportul Internațional Domodedovo din 2011
Atentatul de la Aeroportul Internațional Domodedovo din 2011 a fost un presupus atac sinucigaș, care a avut loc la Aeroportul Internațional Domodedovo, Moscova, Rusia. În atentat au fost ucise cel puțin 35 de persoane, iar cel puțin 180 au fost rănite din care 86 au trebuit să fie internate în spital. Dintre victime, 31 au murit în aeroport, trei în spital și una într-o ambulanță.
Explozia a afectat zona de primire a bagajelor și sala de sosiri internaționale a terminalului aeroportului. Unele relatări sugerau că explozia a fost opera unui atentator sinucigaș, anchetatorii declarând că explozia a fost cauzată de un „dispozitiv improvizat ambalat cu schije și bucăți de sârmă tocată” și echivalentul a 2 - 5 kg de TNT; poliția caută trei suspecți de sex masculin. Anchetatorul-șef al Rusiei a declarat că explozia a fost lucrarea unor teroriști.  Anchetatorii au găsit un cap de om de sex masculin și în prezent se crede că ar fi fost al sinucigașului.
Aeroportul este situat la 40 km de centrul Moscovei și este intens folosit de către muncitorii străini și turiști. Explozia a fost urmată de o scădere de aproape două procente la bursa din Moscova (MICEX). După atac președintele rus Dmitri Medvedev a anunțat că va întârzia plecarea sa la Forumul Economic Mondial din Davos, Elveția.

## Victime
| Țara                        | Morți | Răniți |
| --------------------------- | ----- | ------ |
| Rusia                       | 27+2  | 57     |
| Tadjikistan                 | 2     | 8      |
| Germania                    | 1     | 1      |
| Regatul Unit                | 1     |        |
| Uzbekistan                  | 1     | 1      |
| Austria                     | 2     |        |
| Ucraina                     | 1     |        |
| Nigeria                     |       | 2      |
| Slovacia                    |       | 2      |
| Franța                      |       | 1      |
| Italia                      |       | 1      |
| Moldova                     |       | 1      |
| Serbia                      |       | 1      |
| Slovenia                    |       | 1      |
| Nu este divulgată cetățenia |       | 39     |
| Total                       | 37    | 115    |